# Anomaladerbe pembertoni
Anomaladerbe pembertoni är en insektsart som beskrevs av Frederick Arthur Godfrey Muir 1922. Anomaladerbe pembertoni ingår i släktet Anomaladerbe och familjen Derbidae. Inga underarter finns listade i Catalogue of Life.